# La Hérelle
La Hérelle – miejscowość i gmina we Francji, w regionie Hauts-de-France, w departamencie Oise.
Według danych na rok 1990 gminę zamieszkiwały 153 osoby, a gęstość zaludnienia wynosiła 30 osób/km² (wśród 2293 gmin Pikardii La Hérelle plasuje się na 844. miejscu pod względem liczby ludności, natomiast pod względem powierzchni na miejscu 864.).